# Aziza Ali
Aziza Ali là một cựu đầu bếp, nhà tư vấn ẩm thực, doanh nhân, nghệ sĩ, thợ kim hoàn và tác giả người Singapore. Bà được ghi nhận vì đã mở nhà hàng Mã Lai đầu tiên ở Singapore, cũng như mang những món ăn Mã Lai cao cấp đến với công chúng Singapore.

## Tiểu sử
Là con thứ hai trong số tám người con, Aziza lớn lên trong một kampung (ngôi làng) ở Radin Mas, Singapore. Cha bà là một người vẽ đồ án, từng tham gia Kế hoạch Colombo còn mẹ bà ở nhà làm nội trợ, rất giỏi về nấu nướng. Aziza ngay từ khi còn nhỏ đã được truyền dạy nghề nấu ăn. Bà có một người em gái tên là Faridah Ali Chang, hiện là một nhà tâm lý học. Aziza theo học ở Tu viện CHIJ Saint Theresa. Sau khi tham dự kỳ thi GCE, bà từng có một khoảng thời gian làm giáo viên dạy thay, nhân viên văn thư và người môi giới. Bà sau đó đã thành lập một nhà hàng cao cấp phục vụ đồ ăn Mã Lai mang tên Aziza's, được mô tả là "chưa từng có" trong thời gian đó. Theo đánh giá của Violet Oon, một cây bút chuyên viết về ẩm thực của The Straits Times, thì chính nhà hàng Aziza's đã "nâng món ăn Mã Lai lên tầm quốc tế".

## Sự nghiệp
Được coi là nhà hàng Mã Lai nổi tiếng nhất ở Singapore, Aziza's ban đầu vốn là một căn hộ kinh doanh bỏ trống tại số 36 đường Emerald Hill trước khi Aziza mua nó với mức giá 150.000 đô la Singapore vào năm 1978. Khi khai trương vào năm 1979, Aziza's đã trở thành nhà hàng Mã Lai đầu tiên tại Singapore. Nhà hàng này nổi tiếng vì từng phục vụ Dione Warwick và James Ingram, cũng như ban nhạc Inner Circle và nhiều nhân vật nổi tiếng khác. Vì là một tín đồ Hồi giáo sùng đạo, nên mỗi lần trước giờ mở cửa, bà lại xướng đọc kinh Qur'an, cũng như thường xuyên mời imam đến cầu phúc cho nhà hàng. Nổi tiếng với món rendang bò cay, nhà hàng đã đoạt được Giải thưởng Trải nghiệm Ăn uống Tuyệt nhất của Tổng cục Du lịch Singapore vào năm 1996.
Nhà hàng Aziza's đã bị buộc phải dời đến khách sạn Albert Court sau khi bị chính quyền xua đuổi vào tháng 7 năm 1995. Trong 3 vụ kiện, Aziza đã thắng hai vụ đầu tiên nhưng thua kiện ở vụ cuối. Mặc dù kinh doanh phát đạt, Aziza đã buộc phải đóng cửa nhà hàng do sự ảnh hưởng của cuộc khủng hoảng tài chính năm 1998. Bà sau đó đã mở một quầy hàng thực phẩm tại Shaw Tower, nhưng nó cũng phải đóng cửa trong vòng một năm. Vì lý do tuổi tác, Aziza đã từ chối đề nghị tái mở cửa nhà hàng của mình. Bà từng xuất hiện trên các chương trình truyền hình để quảng bá các món ăn Mã Lai. Bà cũng từng viết một cuốn sách dạy nấu ăn có tựa đề Aziza's Creative Malay Cuisine, xuất bản vào năm 2001. Là một họa sĩ tự học, một số tác phẩm nghệ thuật của Aziza được bán với giá vài nghìn đô la. Bên cạnh đó, bà cũng đã từng tổ chức hai cuộc triển lãm nghệ thuật cá nhân trong các năm 2008 và 2010. Aziza cũng thiết kế đồ trang sức rồi để một người quen người Các Tiểu vương quốc Ả Rập Thống nhất bán. Bà đã xuất bản một cuốn hồi ký vào tháng 3 năm 2013 với tựa đề Sambal Days, Kampong Cuisine, chủ yếu thuật lại thời thơ ấu của mình.